# Pycreus colchicus
Pycreus colchicus är en halvgräsart som först beskrevs av Karl Heinrich Koch, och fick sitt nu gällande namn av Boris Konstantinovich Schischkin och Aleksandr Alfonsovitj Grossgejm. Pycreus colchicus ingår i släktet Pycreus och familjen halvgräs. Inga underarter finns listade i Catalogue of Life.